# Sam (Olivia Newton-John)
"Sam" is een nummer van de Brits-Australische zangeres Olivia Newton-John. Het verscheen op haar album Don't Stop Believin' uit 1976. In januari 1977 werd het uitgebracht als de derde en laatste single van het album.

## Achtergrond
"Sam" is geschreven door Don Black in samenwerking met The Shadows-leden Hank Marvin en John Farrar. Het is geproduceerd door Farrar. De single kwam tot plaats 56 in Australië en behaalde de zesde positie in de Britse UK Singles Chart. In de Verenigde Staten was in de Billboard Hot 100 de twintigste plaats weliswaar de hoogste notering, maar in de Adult Contemporary-lijsten werd het een nummer 1-hit. Ook in Ierland werd de toppositie in de hitlijsten gehaald. In Nederland kwam de single niet in de Top 40 terecht, maar bleef het steken op de zevende plaats in de Tipparade.

## NPO Radio 2 Top 2000
| Nummer met noteringen in de NPO Radio 2 Top 2000 | '99  | '00-'01 | '02  |
| ------------------------------------------------ | ---- | ------- | ---- |
| Sam                                              | 1285 | -       | 1637 |

1. ↑  Een '-' betekent dat het nummer niet was genoteerd en een vetgedrukt getal geeft de hoogste notering aan.
2. ↑  Deze tabel is bijgewerkt tot en met de laatste editie (2024).